# しゃちほこボーイズ
しゃちほこボーイズは、全身金色のタイツにたい焼きのヘッドバンドを付けた、パフォーマンス集団である。“ゆるカワ”ではなく“ゆるキモ”を目指してライブ等の活動を行っている。頭のたい焼きをしゃちほこに似せて、名古屋城の金のしゃちほこをイメージしている。メンバーは186人(2015年11月現在)存在し 、金色の全身タイツとたい焼きのヘッドバンドを購入することで、しゃちほこボーイズとして活動をすることができる。名古屋の街を徘徊することがパフォーマンスの一部である。

## 概要
目的名古屋市の日常を面白くすること
主な活動地域名古屋城およびその周辺
メンバー男女186人（2015年11月現在）
平均年齢31.5歳 （19歳〜52歳）
なお、チームしゃちほことは無関係である。

### しゃちほこボーイズの誕生
当時サラリーマンをしていた池田元希が仕事の転勤で、大阪から名古屋に異動になった際に送別会で先輩から送られた「金の全身タイツ」と、「たいやきの被り物」を名古屋の地で着て街を歩き始めたのが始まりである。

## 歩み
7月14日名古屋の老舗クラブ「OZON」で開催された「STREETPLAYER！」で、レイザーラモンや小籔千豊と共演を行った。ライブ中にメンバーを増やすなどのパフォーマンスを初めて行った。 
10月6日には東建ホールで初の主催ライヴを敢行する。以後、ライブパフォーマーとして活動を加速し、人気アイドルグループチームしゃちほことの共演も行った。
2013年後半ライブハウスMUJICAにて毎月定例ライブを行う。ライブハウスMUJICAではすべてトリで出演している。
2014年1月5日にはZeppNAGOYAの舞台「モエソニック2014」に出演し さんみゅ〜、THEポッシボーなどアイドルと共演。そのイベントでトリを務めた東京女子流が、しゃちほこキャップを被ってパフォーマンスを行った。
2014年1月7日放送の中京テレビ「キャッチ」にて2014年の流行するものを先読みするコーナーにて特集が組まれた。東海ウォーカーの編集長が、しゃちほこボーイズをネクストブレイクに指名した。また、メ～テレ「UP!」にて年末年始のタクシー企画に登場した。NHK「ほっとイブニング」の特集にも登場し、恋するフォーチュンクッキーのご当地PVに登場することも決定した。
2013年頃にCBC「ゴゴスマ」「花咲かタイムズ」、中京テレビ「幸せの黄色い仔犬」等のテレビ番組に出演した。

### その他の出演歴
- スタジオにてオリジナルプロモーションビデオ撮影。
- 日本最大級の街コン「鯱コン」の会議に出席した際、東海テレビ取材。
- 海抜０mからの富士山登頂に成功。
- 仏具店のテレビCMに出演。
- 栄ウォーキングフェスのパレードに出演。
- 地元ラジオ局ZIP-FMに出演。
- 有名フォトグラファー新田圭一氏とコラボ。
- NHKの競馬中継で全国放送。
- 地域のまちおこしイベントにゲスト出演。
- ファッション誌『KELLY』に掲載。

## オリジナルソング
- 『しゃちほこボーイズの唄』
- 『夢の島』

## ビジネス参入

### しゃちほこ屋オープン
2012年8月名古屋の繁華街「錦3丁目」に、しゃちほこボーイズが経営する飲食店「しゃちほこ屋」がOPEN。名古屋の市民団体がプロデュースする、名古屋飯(たいやき)の居酒屋として運営を行っている。観光雑誌「るるぶ」や「まっぷる」に掲載される。

### スポンサー契約
仮装グッズを取り扱う専門メーカー「株式会社ジグ」が、しゃちほこボーイズに注目し、2013年の8月からしゃちほこボーイズの活動のサポートを開始。全国にご当地きもキャラを作る「全身タイツボーイズプロジェクト」を発足。

## 出演

### ウェブテレビ
- VSしゃちほこボーイズ（2017年12月8日– 28日、360Channel）[9]（全8回）